# Championnat de France de football américain 2003
Navigation
Saison 2002 Saison 2004
La saison 2003 du casque de diamant est la 22e saison du championnat de France de football américain. Elle voit le sacre des Flash de La Courneuve.

## Classement général
| Qualifié en play-offs |

| Relégué en casque d'or |

| Poule unique        |      |      |      |       |          |            |
| Club                | Vic. | Nuls | Déf. | %     | Pts pour | Pts contre |
| Argonautes d'Aix    | 8    | 0    | 0    | 1.000 | 248      | 88         |
| Flash La Courneuve  | 6    | 0    | 2    | .750  | 263      | 83         |
| Molosses d'Asnières | 2    | 1    | 5    | .313  | 107      | 148        |
| Spartiates d'Amiens | 2    | 0    | 6    | .250  | 101      | 215        |
| Cougars de St-Ouen  | 1    | 1    | 6    | .188  | 86       | 271        |
| Iron Mask de Cannes | -    | -    | -    | -     | -        | -          |

- Les résultats enregistrés par les Iron Mask furent annulés. forfait général.

## Play-offs

### Demi-finale
- 18 mai : Argonautes d'Aix-en-Provence 37-0 Spartiates d'Amiens
- 18 mai : Flash de La Couneuve 14-0 Molosses d'Asnières

### Finale
- 1er juin : Flash de La Couneuve 28-24 Argonautes d'Aix-en-Provence